# God Eater 2
God Eater 2 (ゴッドイーター2?, Goddo Ītā 2) è un videogioco di genere action RPG, sequel di God Eater, sviluppato dalla Shift e pubblicato da Bandai Namco Entertainment il 14 novembre 2013 in Giappone per PlayStation Portable e PlayStation Vita. Una versione migliorata intitolata God Eater 2 Rage Burst (ゴッドイーター2 レイジバースト?, Goddo Ītā 2 Reiji Bāsuto) è stata rilasciata in Giappone su PlayStation Vita e PlayStation 4, e nei territori occidentali nell'estate 2016 anche per Microsoft Windows.

## Ambientazione
Tre anni dopo gli eventi di God Eater, una nuova pandemia conosciuta come "peste nera", causata da una pioggia rossa, ha colpito la Divisione dell'Estremo Oriente. I membri della "Blood Unit", un’affiliata di Fenrir che risiedono in una base mobile, nota come "Friar", vengono inviati a indagare.

## Trama
Il Protagonista è un God Eater dimostratosi compatibile con il nuovo fattore Bias P66 e selezionato per unirsi al nuovo gruppo delle forze speciali noto come "Blood Special Forces Unit", un gruppo di God Eater che possiedono un'abilità speciale chiamata "Blood Power", fondato dalla Dott.ssa Rachel Cladius e guidato dal capitano Julius Visconti. Il protagonista incontra anche il più recente membro di Blood, Nana Kozuki, che segue le orme della sua defunta madre, anch'essa una God Eater. Julius in seguito dà al protagonista la sua prima missione sconfiggendo alcuni piccoli ma feroci Aragami, completandola con successo. Dopo la loro prima missione, il Protagonista e Nana incontrano Romeo Leoni, amico di Julius e altro membro di Blood, la dottoressa Leah Cladius, sorella maggiore di Rachel, il direttore Gregory de Gremslow, il comandante supremo snobbista e arrogante di Friar, e Yuno Ashihara, una cantante di talento di cui Romeo è infatuato. Successivamente, al gruppo si aggiungono altri tre God Eater P66: Ciel Alençon, una giovane ragazza e maestra tattica militare cresciuta insieme a Julius nello stesso orfanotrofio, Gilbert "Gil" McLane, un God Eater veterano soprannominato "Gil l'Assassino" dal momento che era sotto indagine per l'uccisione della sua superiore Kate Lawry, ed Emil von Strasbourg, dall'atteggiamento fin troppo cavalleresco. Durante una missione si imbattono in un Aragami che riesce a interferire con le Oracle Cell dei loro God Arc, lasciandoli completamente inermi. Il protagonista, però, decide di affrontarlo nonostante possa venire ucciso, e in quel momento riesce a risvegliare il proprio Blood Power, ferendo l'Aragami all'occhio sinistro e mettendolo in fuga. La Dott.ssa Rachel informa la squadra che nuovi Aragami simili a quello affrontato stanno mettendo in difficoltà i God Eater, denominandoli Psion, e sembra che solo i membri di Blood siano immuni alle loro capacità. Ben presto la squadra si ritrova a combattere contro un altro Psion, uno Yan Zhi, il quale aveva messo in difficoltà una squadra di God Eater; risolta la questione si incontrano con il capitano, Alisa Ilinichina Amiella, la quale sembra notare una certa somiglianza tra il Protagonista e il suo vecchio compagno. Dopodiché i Blood vengono chiamati a fare da supporto per il collaudo dei Soldati God Arc, unità umanoidi meccaniche che potrebbero rivoluzionare la lotta contro gli Aragami. Durante l'operazione, però, si iniziano a intravedere delle nuvole rosse, segno dell'imminente passaggio della pioggia rossa, e il Soldato God Arc pilotato da Ciel si ritrova in difficoltà contro degli Aragami a causa di una mancanza nel sistema del robot. Julius ordina di andare a salvarla, ma l'ordine viene respinto dal direttore Grem a causa dell'imminente pericolosità della situazione e gli ordina di richiamare la squadra. Contravvenendo agli ordini, però, il Protagonista sale su un Soldato God Arc, nonostante non ne sia addestrato, e salva appena in tempo Ciel da un Chi-You. Per il suo gesto di insubordinazione il Protagonista viene confinato nella cella di isolamento, dove viene visitato da Ciel, la quale, per la prima volta nella sua vita, fa trasparire le sue emozioni mostrando dispiacere per la sua situazione. I due, toccandosi, sviluppano una risonanza che risveglia il Blood Power di Ciel; la Dott.ssa Rachel deduce che il vero potenziale del Blood Power del protagonista sia quello di "evocare" quelli dei membri con cui ha una forte connessione emotiva. In seguito decide di spostare Friar verso la Divisione dell'Estremo Oriente per completare i test dei Soldati God Arc. La Blood Unit si incontra con il direttore Paylor Sakaki e Kota Fujiki, divenuto il capitano della Prima Unità, e il resto della sua squadra che comprende anche Emil ed Erina der Vogelweid. Con l'eccezione sia di Julius (la sua abilità è già sbloccata), del Protagonista e di Romeo (che non ha ancora risvegliato il suo potere) ogni membro di Blood riesce a risvegliare il suo "Blood Power": Gil vendica la morte di Kate sconfiggendo l'Aragami Rufus Caligola con il suo vecchio amico Haruomi e il Protagonista, e Nana ricorda infine la morte di sua madre, causata dagli Aragami che aveva attirato risvegliando inconsapevolmente il suo Blood Power, e decidendo di andare avanti per il bene dei suoi amici. Durante la successiva missione Romeo inizia a comportarsi in modo strano, ad esempio abbassando la guardia contro gli Aragami. Gil lo affronta per il suo strano comportamento, e a quel punto Romeo rivela di essere geloso nei loro confronti a causa del fatto che hanno risvegliato i loro poteri, per poi scappare in un luogo sconosciuto, dove viene trovato da una vecchia coppia che lo protegge da una tempesta di pioggia rossa, ringraziandoli per essersi presi cura di lui. Improvvisamente appaiono degli Aragami, e fortunatamente Romeo riesce a risvegliare il suo Blood Power e a sconfiggerli, scusandosi per il suo gesto spericolato. Nel mentre, la Dott.ssa Rachel riesce a recuperare diversi tipi di materiali di Aragami per perfezionare i Soldati God Arc, affidando infine l'incarico di progettazione per un sistema di controllo remoto al Dr. Kujo. Il giorno successivo, un'enorme tempesta di pioggia rossa si abbatte su Anagura, il che porta tutti a rifugiarsi. Romeo scopre che la vecchia coppia non è presente nella zona di quarantena, e che un branco di Garm guidati dallo Psion che il protagonista aveva affrontato, denominato Marduk, ha causato una breccia nella porta nord; a peggiorare la situazione i Soldati God Arc si disabilitano. Romeo decide di andare a cercare la coppia insieme a Julius, e sebbene riescano a sconfiggerne alcuni vengono subito circondati da altri Garm e dal Marduk, che li attaccano brutalmente ed esponendoli alla pioggia rossa. Romeo decide di usare il suo nuovo potere per sconfiggerli, riuscendo a ferire i Garm ma non il Marduk che lo riduce in fin di vita. Con le sue ultime forze, Romeo finalmente attiva completamente il suo Blood Power, spaventando gli Aragami che fuggono, per poi chiedere scusa a Julius per aver creato problemi a lui e all'unità, felice nel sapere che è riuscito a salvare la vecchia coppia, prima che muoia di fronte a lui. Durante il funerale di Romeo con tutti i membri di Blood presenti, Yuno decide di dedicare una canzone al suo amico per far sì che possa raggiungerlo nell'aldilà. Dopo il funerale di Romeo, Julius decide di dare le dimissioni dall'unità Blood per aiutare nel progetto dei Soldati God Arc, in modo che i God Eater non rischino più la vita combattendo contro gli Aragami, e nominando il Protagonista come nuovo capitano. Il Dr. Kujo, inoltre, viene incolpato per l'incidente dei Soldati God Arc, ma questo non scoraggia il direttore Grem per il loro futuro utilizzo; ben presto, infatti, i progressi iniziano a dare i loro frutti grazie al Blood Power di Julius, permettendogli di controllarli. La Blood Unit entra ora a far parte della Divisione dell'Estremo Oriente di Fenrir, e in seguito trovano il Marduk, riuscendo a sconfiggerlo con l'aiuto dei Soldati God Arc e vendicando Romeo. Successivamente Friar decide di ospitare i malati afflitti dalla peste nera per curarli, ma più il tempo passa più è chiaro che qualcosa non quadra: nessuno può avere alcun contatto con i pazienti, e perfino i medici sono stati mandati via. In seguito Blood viene inviata a soccorrere una carrozza in pieno territorio degli Aragami. Scoprono che si tratta della dottoressa Leah, la quale, dopo averla portata alla Divisione e curata, rivela che quanto sta accadendo è a causa del suo passato con la sorella Rachel: quando erano bambine, Leah era infastidita dalla personalità silenziosa di Rachel, e un giorno, quando le prese una sua bambola, la ferì accidentalmente portandola in coma. Rachel venne salvata da suo padre Jephthah Cladius, che le iniettò il fattore Bias P73, e Leah iniziò a sostenere l'ormai più loquace Rachel dicendole che le avrebbe dato tutto ciò che aveva. In seguito, però, Jephthah scoprì che Rachel aveva iniziato a condurre esperimenti con il fattore Bias P73 sui bambini dell'orfanotrofio, capendo che in sua figlia sia nata una nuova natura e minacciando di rivelare i suoi crimini a Fenrir, cosa che la portò a ucciderlo usando il suo prototipo di Soldato God Arc e facendolo passare per un attacco degli Aragami. Leah fu così costretta a sottostare ai capricci della sorellina in quanto condizionata dalla paura che le trasmetteva, arrivando al punto da sopprimere alcuni dei suoi ricordi. La Blood Unit scopre, inoltre, che la morte di Romeo era stata architettata dalla stessa Rachel per usare Julius, ora infetto dalla peste nera, come nuova Singolarità per scatenare una nuova Apocalisse Divorante, mentre gli stessi pazienti del morbo sono stati usati per rendere i Soldati God Arc pensanti e manipolabili grazie a Julius. Con la verità venuta a galla, il Dr. Sakaki organizza un'incursione a Friar inviando l'unità Blood e Yuno per salvare i pazienti e portarli al sicuro da loro. Yuno e i Blood tentano di convincere Julius a fermarsi, ma questi sceglie invece di ignorarli, inviando quanti più Soldati God Arc per impedire loro di avvicinarsi. Anche se riescono a sconfiggerli tutti, Yuno finisce per essere infettata durante l'evacuazione mentre salva Asuna, una bambina che aveva conosciuto. Mentre la notizia sull'incidente di Friar si diffonde, Julius afferma che la stazione mobile si staccherà da Fenrir, intimando, inoltre, alle altre divisioni di consegnargli i propri appestati per il funzionamento dei Soldati God Arc nell'eliminare gli Aragami; inoltre, rilascia il direttore Grem. In seguito Sasaki informa i presenti delle condizioni di Yuno, rivelando che il Fattore Bias al suo interno sta progredendo più velocemente e deducendo che sta per diventare una Singolarità, ovvero la scintilla che innescherà l'Apocalisse Divorante: un fenomeno in cui gli Aragami avrebbero consumato tutta la vita sulla Terra, e che molto probabilmente è l'origine dei vari fenomeni d'estinzione; spiega, inoltre, che grazie alle azioni di Shio di tre anni fa, la Terra riuscì a salvarsi quando venne scatenata da Nova. Allo stesso tempo, Rachel rivela le sue vere intenzioni a Julius, facendogli comprendere la verità delle sue azioni, e decidendo di bloccarlo con il suo prototipo di Soldato God Arc. Ormai prigioniero, Julius scopre di stare per trasformarsi in una Singolarità. La Blood Unit arriva a Friar, e qui incontrano Rachel che rivela loro la verità: quando venne salvata tramite il Fattore Bias P73 la sua natura diventò come quella di un Aragami, desiderando che il mondo venisse divorato in quanto troppo corrotto e malvagio, e nel fare ciò doveva trovare colui che sarebbe diventato la Singolarità, ovvero Julius. Dopodiché scaglia contro i Blood il suo Soldato God Arc zero, che riescono a sconfiggere. Tuttavia, Julius si risveglia come Singolarità, e Rachel decide di farsi assorbire da essa, mentre Sakaki ordina ai presenti di ritirarsi a causa del rapido aumento di Fattore Bias. Sakaki rivela che la pioggia rossa sembra essere la volontà stessa del pianeta nel creare una Singolarità in modo da resettare la vita sulla Terra per poi ridistribuirla, ma che possono fermare l'Apocalisse Divorante senza il bisogno di alcun sacrificio: sebbene sa che non possono salvare Julius a causa della sua completa trasformazione, possono però salvare il mondo grazie a Yuno, che è una Singolarità a sua volta, potendo unire la sua risonanza tramite il suo canto con quella degli altri pazienti e dei membri di Blood, per poi farla amplificare dal Blood Power del protagonista in modo da fermare il processo dell'Apocalisse Divorante. Mentre Blood e Yuno discutono su questa idea, quest'ultima in seguito capisce come i God Eater affrontino una battaglia così pericolosa e decide di unirsi a loro. Tornati a Friar, la Blood Unit riesce a trovare Julius, ormai completamente mutato, che inizia ad attaccarli. Riescono a sconfiggerlo, ma il Fattore Bias sta crescendo esponenzialmente, per cui decidono di ritirarsi per consentire a Yuno di cantare. Con il Blood Power del Protagonista e tutti i presenti di Fenrir e del mondo intero che si uniscono alla canzone, viene creata una forte Risonanza che li porta nella coscienza di Julius. I membri vogliono che torni insieme a loro, ma Julius decide di sacrificarsi per proteggerli e chiede loro di prendersi cura del mondo. Dopo l'ultimo addio ai suoi compagni, Julius utilizza il suo potere per controllare le Risonanze di entrambe le Apocalissi, finendo per scatenare un'esplosione che arresta tutta la diffusione della peste nera e formando una struttura simile a un albero a spirale, e tutti i pazienti infetti guariscono completamente. Sakaki deduce che le Apocalissi Divoranti si stanno consumando reciprocamente, in questo modo la Terra non cercherà di creare un'altra Singolarità attraverso la pioggia rossa, in quanto già presente e in modo perpetuo. La Divisione dell'Estremo Oriente ringrazia i Blood e Yuno per aver salvato il mondo. Nella scena dopo i crediti, il Protagonista, Nana, Gil e Ciel osservano l'albero a spirale mentre tengono il God Arc di Julius.

### Rage Burst
Nonostante la scomparsa della peste rossa, tra gli Aragami continuano ad apparire degli Psion e la Blood Unit viene chiamata per sconfiggerli, mentre Friar è in stato di semi abbandono ma in lenta ripresa. Il Protagonista, inoltre, incontra Lindow Amamiya, membro dell'unità di supporto remoto Culla, di cui fanno parte anche Soma Schicksal e Alisa, tornato dopo due anni alla Divisione dell'Estremo Oriente per una missione che l'unità sta portando avanti da tempo: il loro obbiettivo è un Kyuubi, un Aragami simile a una volpe a tre code, che presenta un comportamento più simile a un animale; come rivela Soma, inoltre, è composto da Oracle Cell Retro, ovvero non contaminate da quelle degli altri Aragami tramite l'assimilazione per divorazione, e che possono essere usate per creazioni innovative, come mura anti-Aragami autorigeneranti e difensive e perfino rifugi portatili. Una volta stanato il Kyuubi, il Protagonista si unisce a Lindow, Soma e Alisa e insieme riescono a sconfiggere l'Aragami e a recuperare le sue Oracle Cell Retro. Tornato alla base, viene informato da Licca che, tramite le analisi sul suo Blood Power, è riuscita a creare un sistema di controllo risonanza in grado di farlo connettere con il suo God Arc e scatenare un fenomeno che definisce Rabbia Blood, che una volta attivato amplificherà le sue prestazioni per un breve periodo. In quel momento Sakaki avverte tutti che un'orda di Aragami sta marciando contro la Divisione dell'Estremo Oriente, e perciò richiama i membri dell'Unità di Difesa: Tatsumi O'Mori e Brendan Bardell della Seconda Unità e Karel Schneider, Shun Ogawa e Gina Dickinson della Terza Unità. Dato, però, che l'orda è guidata da due Psion, e l'Unità di Difesa è composta da God Eater di prima generazione, il direttore chiede al Protagonista di svolgere delle missioni insieme a loro affinché ottengano una Blood Art in modo da essere capaci di contrastarli apertamente. Grazie al supporto del capitano dei Blood, l'Unità di Difesa riesce a contrastare l'orda e a sconfiggere lo Spartacus e il Marduk alla loro guida. In riconoscenza per il loro coraggio, Sasaki promuove tutti i membri capitani, con Tatsumi che diventa comandante dell’intera unità. Poco dopo la Divisione dell'Estremo Oriente riceve la visita dei Servizi Segreti del QG della Fenrir, guidati dal direttore Isaac Feldman. Questi afferma che il quartier generale vuole rendere l'Albero a spirale un Terreno consacrato, un patrimonio dell'umanità designato e gestito da loro in modo da analizzarlo, ma di fatto sottraendolo alla giurisdizione dell'Estremo Oriente; inoltre, assegna i Blood sotto il comando della sua sottoposta, il caporale Livie Collette, e richiama la Dott.ssa Leah e il Dr. Kujo in quanto esperti sulla manutenzione dei Soldati God Arc, questa volta pilotati da persone al loro interno e indispensabili per piazzare i dispositivi di controllo emeth per analizzare le Oracle Cell dell'albero. Una volta piazzati i dispositivi di controllo, Feldman presiede a una cerimonia in cui dichiara l'Albero a spirale Terreno consacrato, ma nel bel mezzo dell'evento uno dei dispositivi infetta l'albero, portandolo a compiere una trasformazione sotto lo sguardo terrorizzato di tutti i presenti e inglobando Friar. Feldman capisce che è stato un fattore esterno a causare la mutazione dell'albero, per cui decide di avviare un’operazione per entrarvici e analizzarlo dall'interno usando il God Arc di Julius. L'unica in grado di padroneggiarlo è Livie, in quanto possiede diversi tipi di fattori Bias al suo interno, rendendola capace di interagire con qualunque God Arc, una facoltà che finora ha utilizzato per eliminare i God Eater trasformati in Aragami, e tramite l'aiuto del Protagonista grazie a Evocazione sarà in grado di padroneggiare anche il suo Blood Power. Durante una missione nella foresta intorno all'Albero a spirale, tuttavia, i due vengono inseguiti da un flusso di Oracle Cell che distrugge il terreno, facendoli sprofondare sottoterra. Sopravvissuti alla caduta, non hanno altra scelta che risalire in superficie finché non si imbattono in un Chrome Gawain, una nuova specie di Aragami, che li mette in difficoltà. In quel momento Livie sviluppa una risonanza con la coscienza di Julius, permettendole di usare il suo Blood Power e sconfiggere l'Aragami. Tornati alla Divisione, e ora che Livie ha acquisito il Blood Power di Julius, Feldman dà inizio all'Operazione Cancello, in cui entreranno nell'albero per piazzare i dispositivi emeth in modo da localizzare l'origine dell'anomalia ed eliminarla. L'operazione procede senza problemi, ma quando il primo dispositivo viene installato il Dr. Kujo, presente in uno dei Soldati God Arc, accusa un forte cedimento emotivo per poi entrare nell'albero e piazzare il suo dispositivo, il quale riesce a ricompattare la coscienza di Rachel Claudius dispersa nelle Oracle Cell, per poi farsi divorare dalle stesse ora sotto la volontà della ragazza; quest'ultima riesce a trovare Julius, ancora impegnato a combattere contro le miriadi di coscienze degli Aragami assorbiti dall'albero, e lo imprigiona. Contemporaneamente il secondo Soldato God Arc viene attaccato da un Chrome Gawain rivestito da un'armatura e con degli scudi sulle braccia, che viene prontamente fermato dai Blood. Scoprono che Kujo era stato manipolato da Rachel per via del suo carattere insicuro, rendendolo una sua pedina nel caso il suo piano originale per la creazione di un mondo migliore non si fosse realizzato, in modo da riportarla indietro; scoprono, inoltre, che il Chrome Gawain aveva sul corpo un God Arc Scudo, in grado di garantirgli nuove abilità, e che altri Aragami come lui stanno fuoriuscendo dall'Albero a spirale, venendo ribattezzati Arc aberranti. Di fronte a un attacco su larga scala dei nuovi Aragami, tutte le unità della Divisione dell'Estremo Oriente vengono mobilitate per fronteggiarli, ma accusano subito i primi segni della schiacciante superiorità numerica. I Blood, tuttavia, si rifiutano di cadere e la loro forte volontà attiva tutti i loro Blood Power, creando una risonanza che raggiunge il God Arc di Romeo, il quale genera un campo polarizzato che calma e fa ritirare tutti gli Aragami, oltre che a bloccare i God Arc e l'intera Divisione. Licca e Soma spiegano che il Blood Power di Romeo, "Respingere", è in grado di alterare lo stato delle Oracle Cell, motivo per cui Livie si offre volontaria per padroneggiarlo in modo da usarlo in modo più mirato contro gli Aragami e permettere di attraversare le tempeste di Oracle Cell intorno all'albero. Una volta pronti, i Blood e Livie riescono a entrarvici, quando all'improvviso vengono investiti da uno sciame di farfalle nere, e il Protagonista scopre di essere finito nella coscienza di Rachel. Quest'ultima è costernata dal fatto che voglia di nuovo ostacolare i suoi piani, ma lo informa che ormai non potrà più fermarla in quanto ha deciso di scatenare la Distruzione eterna, ovvero scatenare solo l'Apocalisse divorante senza che la Singolarità ripristini la vita, per poi scagliare contro i Blood l'Einherjar, un Arc aberrante modellato sulla forma Aragami di Julius. Una volta sconfitto, tuttavia, vengono investiti da una tempesta di Oracle Cell, e Livie dà tutta sé stessa usando il Blood Power di Romeo, ma l'enorme sforzo le provoca una forte azione di rigetto da parte del God Arc, costringendoli a ritirarsi. Feldman decide di rivelare al Protagonista il passato di Livie: un tempo anche lei era una degli orfani del Magnolia Compass sotto la Dott.ssa Rachel, la quale aveva scoperto che era compatibile con diversi tipi di fattori Bias, desiderando quindi usarla per risvegliare la Singolarità e perciò iniziando a ricoprirla di attenzioni. Quando arrivò Julius, però, Rachel scoprì che era molto più compatibile di lei e decise di scartarla, cosa che per lo shock la portò a isolarsi da tutto e tutti. Facendole visita, Livie rivela ai Blood che un giorno, però, venne avvicinata da Romeo che cercò in ogni modo di avvicinarsi a lei, nonostante l'evidente fastidio che le provocava, finché non decise finalmente di aprirsi con lui e promettergli che si sarebbero conosciuti meglio, mentre lei avrebbe fatto di tutto per aiutarlo; capisce, inoltre, che il Blood Power di Romeo rispecchia la sua bontà d'animo e più che allontanare gli Aragami sembra sia in grado di renderli pacifici, motivo per cui sceglie di ribattezzarlo "Cuore". Il prossimo passo consiste nel creare un campo base all'interno dell'Albero a spirale in modo da agevolare le missioni. Una volta ripulita l'area, però, delle farfalle nere separano Gil, Nana e Ciel dal Protagonista e Livie, che sono costretti a ritirarsi; in seguito riescono a recuperarli aiutandoli ad affrontare le loro controparti Arc aberranti. Di nuovo insieme, tutti i membri di Blood concordano di salvare Julius da Rachel, anche se Sakaki è preoccupato in quanto separare la Singolarità dall'albero farebbe ripartire l'Apocalisse divorante, ma concorda sul fatto che troveranno un modo per impedire che ciò accada. La squadra scala tutto l'Albero a spirale finché non giunge in cima dove si trova il corpo di Julius sorvegliato da Rachel, la quale decide di contrastarli personalmente assumendo una forma Aragami. Riescono a metterla con le spalle al muro, ma Rachel riesce a immobilizzarli e stacca Julius dall'albero, dando così avvio all'Apocalisse divorante che porterà alla Distruzione eterna, per poi decidere di divorare lei stessa Julius. Il Protagonista, tuttavia, grazie alla sua forza di volontà riesce a liberarsi e a strappare il suo amico dalle sue grinfie, lasciandola poi a morire. Ripresosi, Julius si scusa con i suoi compagni per non essere stato abbastanza forte contro Rachel e lasciare che scatenasse di nuovo l'Apocalisse. A questo punto Livie decide di usare il Blood Power di Romeo per cercare di fermarla, così tutti i membri di Blood, Julius compreso, scatenano una forte risonanza, potenziata dalla Rabbia Blood del Protagonista che si diffonde tra di loro, la quale distrugge l'Albero a spirale e al suo posto compare un paesaggio paradisiaco circondato da Oracle Cell a forma di montagne e privo di Aragami. Con loro stupore si accorgono che non possiedono più il bracciale del fattore Bias e tra di loro c'è anche Romeo, miracolosamente tornato in vita, mentre un elicottero si avvicina per recuperarli. Una volta tornati alla Divisione dell'Estremo Oriente, Sakaki rivela loro che effettivamente erano morti ma sono stati riplasmati dalle Oracle Cell che hanno formato il paesaggio, cosa che tra l'altro li ha resi di nuovo umani e spiegando quindi la presenza di Romeo; inoltre, rivela che l'attività Oracle all'interno del paesaggio cessa di funzionare, rendendolo a conti fatti un vero rifugio dove gli Aragami non possono entrare, e che sembra essere la nuova forma dell'Apocalisse divorante, continuando a espandersi e a terraformare la Terra in un modo molto meno distruttivo. Infine chiede loro se vogliono finalmente avere una vita normale come umani o continuare a essere dei God Eater. Capendo che il mondo ha ancora bisogno di loro contro gli Aragami, i Blood decidono di farsi reinserire il fattore Bias e tornare a svolgere il proprio compito come nuova forza speciale della Divisione dell'Estremo Oriente, questa volta insieme a Julius, Romeo e Livie.

## Personaggi
- Il giocatore (プレイヤー?, Pureiyā): il nuovo membro dei Blood di Friar, dimostra di avere una fortissima compatibilità con il nuovo fattore Bias P66. Il suo Blood Power, "Evocazione", amplifica la volontà altrui, risvegliando abilità dormienti come altri Blood Power, modificare i proiettili in Blood Bullet e far apprendere ai God Eater di Prima e Seconda generazione le Blood Art. Nel manga il nome canonico del giocatore maschile si rivela essere Hiro Kamui (神威ヒロ?, Kamui Hiro), con il God Arc a Lama lunga e Fucile d'assalto con Brocchiero, mentre quello femminile Reika Kagura (神楽レイカ?, Kagura Reika), con il God Arc a Lama corta e Fucile d'assalto con Brocchiero.
- Julius Visconti (ジュリウス・ヴィスコンティ?, Juriusu Visukonti): è il leader della Blood Unit, esperto in abilità da combattimento e tattiche militari. Dopo la morte dei suoi genitori, Julius rimase orfano ed evitato dai suoi parenti fino a quando la Dott.ssa Rachel Claudius lo adottò come sua madre surrogata, facendolo diventare il primo membro dei Blood. Il suo God Arc comprende una Lama lunga e un Fucile d'assalto con Scudo, mentre il suo Blood Power, "Controllo", riempie la barra Burst del gruppo, e la sua Blood Art, Colpo vento divino, gli permette di avvicinarsi con un fendente dalla Posizione zero. Doppiato da: Daisuke Namikawa.
- Nana Kozuki (香月ナナ?, Kouzuki Nana): è il nuovo membro dei Blood a cui si unisce insieme al Protagonista. Le caratteristiche che balzano subito all'occhio sono due ciocche di capelli simili a orecchie di gatto e la sua passione per il cibo, in particolare i panini all'oden, che li offre come segno di amicizia verso le altre persone. Quando era piccola perse sua madre, a causa del fatto che aveva attivato inconsciamente il suo Blood Power richiamando diversi Aragami, finché non venne adottata dalla Dott.ssa Rachel Claudius. Il suo God Arc comprende un Martello a impatto e un Fucile a pompa con Scudo a torre, mentre il suo Blood Power, "Attrazione", attira l'attenzione degli Aragami in modo da fungere come diversivo, e la sua Blood Art, "Furia di Gaia", fa esplodere guglie terrestri quando colpisce il suolo. Doppiata da: Emiri Katou.
- Romeo Leoni (ロミオ・レオーニ?, Romio Reōni): un membro dei Blood, entrato nella squadra prima del Protagonista e Nana. Ha un carattere gioioso ma logorroico, e si sente in difficoltà su questioni complesse. Il suo God Arc comprende una Lama distruttrice e un Fucile esplosivo con Scudo a torre, mentre il suo Blood Power, "Cuore", calma gli Aragami finché non vengono ingaggiati, e la sua Blood Art, "Arbitro CS", rilascia una grossa onda d'urto. Doppiato da: Makoto Naruse.
- Gilbert McLane (ギルバート・マクレイン?, Girubāto Makurein): God Eater veterano della Divisione Glasgow, poi unitosi ai Blood di Friar a causa di un incidente in cui fu costretto a uccidere la sua superiore, nonché amica, Kate Lawry, che stava per essere infettata dalle Oracle Cell del suo bracciale dopo che è stato danneggiato da un Rufus Caligola; il suo gesto estremo portò a un'inchiesta dove nacque il soprannome di "Gil l'assassino". Il suo God Arc comprende una Lancia sonica e un Fucile d'assalto con Scudo, mentre il suo Blood Power, "Ispirare", aumenta la potenza d'attacco del gruppo, e la sua Blood Art, "Scivolata avanguardia", aumenta il danno della Scivolata di carica. Doppiato da: Toshiyuki Morikawa.
- Ciel Alençon (シエル・アランソン?, Shieru Aranson): una ragazza che ha passato la sua infanzia nel Magnolia Compass insieme a Julius, dove il suo addestramento militare l'ha resa calma e distaccata. Il suo God Arc comprende una Lama corta e un Cecchino con Brocchiero, mentre il suo Blood Power, "Intuito", le fa percepire le condizioni degli Aragami, e la sua Blood Art, "Loto silente", le consente di schivare dopo aver attaccato a mezz'aria. Doppiata da: Mamiko Noto.
- Livie Collete (リヴィ・コレット?, Rivii Koretto): una God Eater che lavora per i Servizi Segreti di Fenrir, svolgendo principalmente la funzione di abbattere i God Eater trasformatisi in Aragami usando i loro God Arc, dato che nel suo corpo sono presenti diversi tipi di fattore Bias. Ciò è dovuto al fatto che anche lei era una dei bambini del Magnolia Compass su cui la Dott.ssa Rachel Claudius ha condotto esperimenti. Il suo God Arc comprende una Falce valorosa e un Fucile a pompa con Brocchiero, mentre il suo Blood Power, "Gentilezza", permette di rianimare una volta per missione un compagno, e la sua Blood Art, "Divoratore d'anime violento", le permette di assorbire più Punti Oracle. Doppiata da: Hisako Kanemoto.
- Fran Françoise Francesca de Bourgogne (フラン＝フランソワ＝フランチェスカ・ド・ブルゴーニュ?, Furan Furansowa Furanchesuka do Burugōnyu): è l'operatrice di Friar, dal comportamento calmo e composto. In seguito si trasferisce alla Divisione Estremo Oriente come sostituta per Hibari. Doppiata da: Yuka Saitō.
- Rachel Claudius (ラケル・クラウディウス?, Rakeru Kuraudiusu): il vicecapo supervisore del dipartimento Ricerca e Sviluppo di Friar e una delle migliori menti di Fenrir, nonché fondatrice dell'orfanotrofio Magnolia Compass e delle forze speciali Blood, e membro del progetto di ricerca dei Soldati God Arc. Sotto la sua apparenza tranquilla e premurosa, però, si nasconde una natura crudele, condizionata dalla sua natura per metà Aragami a causa del fattore Bias P73 iniettatole dal padre per salvarle la vita, che definisce il Dio irrequieto, cosa che la porta a voler causare l'Apocalisse divorante. Doppiata da: Aoi Yūki.
- Leah Claudius (レア・クラウディウス?, Rea Kuraudiusu): il capo supervisore del dipartimento Ricerca e Sviluppo di Friar e principale sviluppatrice del progetto dei Soldati God Arc, nonché sorella maggiore di Rachel. A differenza di sua sorella, opta per l'opzione di rendere i Soldati God Arc pilotabili invece che controllarli da remoto. Doppiata da: Kikuko Inoue.
- Gregory de Gremslow (グレゴリー・ド・グレムスロワ?, Guregorī do Guremusurowa): un industriale ricco e influente nonché comandante di Friar che lui stesso ha progettato attraverso la sua società. Ha stretto un accordo con le Dott.sse Leah e Rachel Claudius investendo nei loro progetti sui Soldati God Arc e sui Blood, sperando di trarre profitto dai primi vendendoli alle basi satellite. Dopo il colpo di Stato di Julius e Rachel, venendo in seguito liberato, viene indagato per negligenza sull'accaduto. Doppiato da: Tesshō Genda.
- Sohei Kujo (九条宗平?, Kujō Sōhei): è lo scienziato subordinato della Dott.ssa Leah nel progetto dei Soldati God Arc, esperto nei meccanismi di controllo remoto e intelligenza computazionale. Ha un carattere timido e riservato, cosa che gli provoca un complesso di inferiorità, in particolare verso il direttore Grem.
- Yuno Ashihara (芦原ユノ?, Ashihara Yuno): è una idol molto conosciuta e che viaggia in tutto il mondo come parte della campagna pubblicitaria di Fenrir per promuovere lo sviluppo delle basi satelliti. È la figlia di Nachi Ashihara, il Primo ministro e comandante supremo della colonia autonoma Nemos Diana, ed è molto amica della sua manager Satsuki. Doppiata da: Houko Kuwashima, yu-yu (canto).
- Satsuki Takamine (高峰さつき?, Takamine Satsuki): è una giornalista freelance e manager di Yuno, e come lei è originaria di Nemus Diana. È molto dotata in conoscenze informatiche e abilità di trasmissione. Doppiata da: Michiko Neya.
- Alisa Ilynichina Amiella (アリサ・イリーニチナ・アミエーラ?, Arisa Irīnichina Amiēra): una dei primi God Eater New-Type di seconda generazione. È diventata un membro di Culla con il compito di trovare e difendere i siti adatti alle basi satellite. Il suo God Arc comprende una Lama lunga e un Fucile d'assalto con Brocchiero, mentre la sua Blood Art, "Calibro sonico", lancia lame Oracle dalla sua spada. Doppiata da Maaya Sakamoto.
- Kota Fujiki (藤木コウタ?, Fujiki Kōta): dopo tre anni dagli eventi del precedente capitolo, Kota è diventato il capitano della Prima Unità di cui faceva parte, oltre che responsabile dell'addestramento delle reclute. Il suo God Arc è una Old-Type Fucile d'assalto. Doppiato da: Daisuke Sakaguchi.
- Paylor Sakaki (ペイラー・榊?, Peirā Sakaki): è un membro fondatore di Fenrir che riveste il ruolo di nuovo direttore della Divisione Estremo Oriente, benché non abbia lasciato la professione di scienziato che lo porta a collaborare con Soma. Doppiato da: Taiten Kusunoki.
- Emil von Strasbourg (エミール・フォン・シュトラスブルク?, Emīru fon Shutorasuburuku): membro della Prima Unità proveniente da una famiglia aristocratica, e proprio per questo si esprime con atteggiamenti da cavaliere, anche nei combattimenti contro gli Aragami. Il suo God Arc comprende un Martello a impatto e un Fucile esplosivo con Scudo a torre, mentre la sua Blood Art, "Cuore incendiante", gli permette di migliorare le azioni di potenziamento. Doppiato da: Jun Fukuyama.
- Erina der Vogelweid (Erina dea Fōgeruvaide?): dopo tre anni dalla morte del fratello Eric, Erina è riuscita a seguirne le orme diventando una God Eater come membro della Prima Unità. Il suo God Arc comprende una Lancia sonica e un Fucile a pompa con Brocchiero, mentre la sua Blood Art, "Spuntone gatling", crea lance Oracle a ogni colpo sferrato. Doppiata da: Kana Asumi.
- Kanon Daiba (台場カノン?, Daiba Kanon): dopo lo scioglimento dell'Unità di Difesa, Kanon viene trasferita nella nuova Quarta Unità come primo e unico membro insieme al suo capitano Haruomi, e nonostante il suo problema nel causare fuoco amico continua a migliorare le proprie capacità. Il suo God Arc è un Old-Type Fucile esplosivo. Doppiata da: Ryo Hirohashi.
- Haruomi Makabe (真壁ハルオミ?, Makabe Haruomi): inizialmente compagno di Gilbert e Kate nella Divisione Glasgow, dopo la morte di quest'ultima continua a trasferirsi in diverse divisioni, finché non diventa il capitano della Quarta Unità nella Divisione dell'Estremo Oriente. Dato che è un donnaiolo conosce molte donne delle divisioni in cui è stato. Il suo God Arc comprende una Lama distruttrice e un Cecchino con Scudo, mentre la sua Blood Art, "Raid di fendenti", sferra un potente attacco dopo uno slancio. Doppiato da: Shinichiro Miki.
- Kigurumi (キグルミ?): un misterioso God Eater New-Type della Divisione Estremo Oriente, completamente rivestito da un costume da coniglio rappezzato in due parti blu e nera, e non parla mai, limitandosi a compiere dei gesti. A causa della sua natura misteriosa, alcune persone (come Erina e Kota) hanno paura di lui/lei. Il suo God Arc comprende una Lama corta e un Fucile a pompa con Scudo, mentre la sua Blood Art, "Raggio perforante", forma una lama Oracle che estende la portata degli attacchi.
- Soma Schicksal (ソーマ・シックザール?, Sōma Shikkuzāru): divenuto un membro di Culla, Soma si concentra nella ricerca sugli Aragami, proprio come suo padre, interessandosi a ciò che potrebbe diventare utile per le persone; inoltre, dimostra un carattere più aperto. Il suo God Arc è un Old-Type Lama distruttrice con Scudo a torre, mentre la sua Blood Art, "CS Potenziato", gli permette di accumulare più energia nella Carica schiacciante. Doppiato da: Kazuya Nakai.
- Lindow Amamiya (雨宮リンドウ?, Amamiya Rindō): nei tre anni passati, Lindow è diventato membro di Culla insieme alla sua compagna Sakuya Tachibana, con cui ha avuto un figlio di nome Ren. Il suo God Arc comprende una Lama lunga e un Fucile d'assalto con Scudo ed è formata dalle Oracle Cell del suo braccio, mentre la sua Blood Art, "Scarica tornado", scatena un potente attacco verso l'alto dopo uno slancio. Doppiato da: Hiroaki Hirata.
- Hibari Takeda (竹田ヒバリ?, Takeda Hibari): un'esperta operatrice della Divisione Estremo Oriente. Doppiata da: Kanae Itō.
- Licca Kusunoki (楠リッカ?, Kusonoki Rikka): divenuta Vice capo meccanico del Primo team del Dipartimento di manutenzione dei God Arc, Licca è riuscita a realizzare il dispositivo ausiliario di connessione del padre, usandolo in seguito per creare la risonanza che porterà alla realizzazione della Rabbia Blood. Doppiata da Chiaki Omigawa.
- Mutsumi Chikura (千倉むつみ?, Chikura Mutsumi): una bambina di nove anni che gestisce il Salotto, abilissima nel cucinare e preparare nuovi tipi di piatti, spesso con l'aiuto di Nana.
- Yae Kiritani (桐谷やえ?, Kiritani Yae): è un'abile operatrice sanitaria assegnata nell'infermeria della Divisione Estremo Oriente.
- Cappy (カルビ?, Karubi): una femmina di capibara trovata durante una missione, poi tenuta nel Salotto del Covo dove viene nutrita con verdure artificiali. Nel corso della storia inizierà a crescere, tanto che finisce per occupare tutta la gabbia in cui si trova, per questo le viene permesso di scorrazzare per l'area quando non c'è nessuno.
- Tatsumi O'Mori (大森タツミ?, Oomori Tatsumi): ex membro della Seconda Unità dell'Unità di Difesa dedito alla protezione delle basi satellite. In seguito diventa capitano e comandante dell'Unità di Difesa. Il suo God Arc è un Old-Type Lama corta con Brocchiero, mentre la sua Blood Art, "Alzata fatale", lancia un potente attacco durante la Daga crescente. Doppiato da: Takeshi Mori.
- Brendan Bardell (ブレンダン・バーデル?, Burendan Bāderu): ex membro della Seconda Unità dell'Unità di Difesa, abile nella comunicazione. In seguito viene promosso a capitano e gli viene assegnato il compito di istruire e addestrare le nuove reclute. Il suo God Arc è un Old-Type Lama distruttrice con Scudo a torre, mentre la sua Blood Art, "Demolitore CS", gli permette di accumulare più energia nella Carica schiacciante. Doppiato da: Tomoaki Maeno.
- Karel Schneider (カレル・シュナイダー?, Kareru Shunaidā): ex membro della Terza Unità dell'Unità di Difesa, abile in incursioni, assalti e diversivi; inoltre, ha deciso di usare le sue risorse per finanziare un ospedale. Il suo God Arc è un Old-Type Fucile d'assalto. Doppiato da: Miyu Irino.
- Shun Ogawa (小川シュン?, Ogawa Shun): ex membro della Terza Unità dell'Unità di Difesa, che nel corso degli anni è migliorato come combattente. Il suo God Arc è un Old-Type Lama lunga con Brocchiero, mentre la sua Blood Art, "Ruota di Apsara", gli permette di attaccare a mezz'aria quattro volte. Doppiato da: Yūki Kaji.
- Gina Dickinson (ジーナ・ディキンソン?, Jīna Dikinson): ex membro della Terza Unità dell'Unità di Difesa, divenuta una dei migliori cecchini al mondo, eccellendo negli attacchi a sorpresa. Il suo God Arc è un Old-Type Cecchino. Doppiata da: Satomi Satō.
- Teruomi Makabe (真壁テルオミ?, Makabe Teruomi): un meccanico di Culla nonché fratello di Haru e amico di Tatsumi. In seguito decide di prestare servizio come operatore per assistere i God Eater con la sua conoscenza sui God Arc. Doppiato da: Nobunaga Shimazaki.
- Urara Hoshino (星野ウララ?, Hoshino Urara): compagna di classe di Teruomi e come lui reclutata come operatrice per assistere al numero sempre più crescente di missioni. Inizialmente si dimostra nervosa nei confronti delle persone che deve sostenere, ma col tempo diventa più sicura di sé. Doppiata da: Haruka Terui.
- Isaac Feldman (アイザック・フェルドマン?, Aizakku Ferudoman): è il direttore dei Servizi Segreti di Fenrir ed è responsabile del controllo delle informazioni e della pubblicità dell'organizzazione. Inizialmente appare freddo e distante, ma col passare del tempo dimostra di essere un uomo responsabile, che si prende cura di coloro che sono al suo servizio e delle persone in generale. Doppiato da: Hiroki Yasumoto.

## Aragami
Oltre agli Aragami apparsi nel capitolo precedente, fanno la loro comparsa nuove specie.

### Piccoli
- Dreadpike: Aragami con carapace e corno da coleottero e con una postura che ricorda quella dell'Ogretail, anche se le similitudini si fermano qui. Il suo unico attacco è una carica.
- Vuoto notturno: Aragami ancorato al terreno e avvolto da delle bende da cui lascia intravedere le sue mani e l'unico occhio, con cui lancia un attacco esplosivo. Ricorda molto una Fanciulla del bozzolo ma è più debole di quest'ultima.
- Abaddon: piccolo Aragami simile a un pesce nero e arancione. Non è in grado di attaccare e quando si sente minacciato scappa. Una volta divorato si ottengono dei biglietti, con cui si possono creare dei materiali per la fabbricazione di equipaggiamenti.
- Silky: Aragami creato all'interno dell'Albero a spirale, del quale sembra svolgere la funzione di anticorpo. Nonostante sia poco forte, possiede molti punti vita e può segnare un'area con un attacco che dura per qualche tempo, cosa che la rende più insidiosa se agisce in gruppo.

### Medi
- Ukonvasara: Aragami simile a un coccodrillo con grosse fauci, una coda simile a un arpione e una turbina sul dorso che funge da organo che produce elettricità. Spezzandone i legami si ridurranno le sue capacità.
- Soldato God Arc: arma anti-Aragami dalle fattezze umanoidi, creata per rispondere alle perdite dei God Eater sul campo. Sono in grado di operare in modo autonomo, e grazie al Blood Power di Julius Visconti possiedono tutte le sue qualità combattive. Sono divisi in due modelli: il primo è armato con una Lama lunga, capace di sferrare colpi multipli e veloci, e il secondo con una Lama distruttrice dall'ampia portata; entrambi possono trasformarle in Fucili d'assalto. Vengono affrontati solamente nella prima missione del rango 6.
- Soldato God Arc bruto: Soldati God Arc abbandonati sui campi di battaglia e infettati dalla pioggia rossa, cosa che li ha portati a trasformarsi in Aragami, ottenendo un colorito rosso e assumendo un comportamento brutale, permettendogli di sferrare nuovi attacchi.
- Soldato God Arc ferro bianco: Soldati God Arc diventati Aragami a causa delle Oracle Cell Retro, che non solo gli hanno donato il colorito argenteo dei Kyuubi ma ne hanno aumentato le dimensioni, ampliando la portata degli attacchi.

### Grandi
- Garm: Aragami con l'aspetto di un lupo dalla pelliccia bordeaux e con un’armatura in pietra. Nonostante le dimensioni è agile e scattante e può generare delle esplosioni di fuoco dai suoi guanti, oltre che lanciare palle di fuoco. Distruggendogli i guanti non sarà più in grado di generare le esplosioni.
- Rufus Caligola: un Caligola caratterizzato dall'armatura rossa e dai movimenti e attacchi più veloci, ma nonostante questo presenta le stesse debolezze.
- Demiurgo: Aragami dal corpo quadrupede tanto grande quanto bizzarro, la cui passione nel divorare i muri gli ha conferito delle protezioni sulle gambe estendibili e sulla testa, che se spaccata rivela essere quella di una capra nera. Le gambe anteriori, inoltre, quando aperte possono generare forti soffi d'aria.
- Soldato God Arc zero: il prototipo del progetto dei Soldati God Arc realizzato da Rachel Claudius, sperimentando su un Demiurgo la tecnologia Oracle, divenuto in seguito il suo "animale domestico". Grazie alle Oracle Cell che ne hanno alleggerito il peso è molto più veloce, il braccio destro è stato rimpiazzato con uno robotico in grado di generare una lama Oracle e dal petto può generare sfere e colpi ad area elettrici.
- Aprimondo: la forma Aragami di Julius Visconti quando diventa la Singolarità. Si presenta con il corpo di un cavaliere bianco coperto da un mantello con Julius impalato da una corona a cinque raggi al posto della testa, e le sue armi sono sei spade levitanti in grado di sferrare attacchi multipli o colpi a distanza. Il suo punto debole è il nucleo posto sul petto.
- Vajra d'oro: variante del Vajra introdotta come DLC, caratterizzato da dimensioni gigantesche e da un colorito dorato, ed è più forte e veloce di un Vajra normale. I suoi attacchi elettrici, inoltre, sono autoguidati ma lenti.
- Kyuubi: Aragami simile a una volpe argentata a tre code e formato da Oracle Cell Retro, la forma originale delle suddette senza che si siano mescolate con quelle degli altri Aragami, motivo per cui vengono definiti "Aragami purosangue". È in grado di compiere attacchi rapidi e ampi, e quando è in collera fa apparire sei fiammelle viola simili a code, per un totale di nove, da cui deriva il suo nome in riferimento alla Kitsune della mitologia giapponese.
- Chrome Gawain: Aragami simile a una pantera nera e con due grosse braccia che partono dalla spina dorsale, dai cui palmi spuntano delle lunghe lame con cui attacca in modo rapido e veloce.
- Orochi: sottospecie del Chrome Gawain introdotta come DLC in Rage Burst, caratterizzato dal pelo nero e dorato e da tre teste serpentine, due delle quali sostituiscono le mani delle braccia, e dotate ognuna di quattro occhi. Presenta gli stessi attacchi del Chrome Gawain, in grado, però, di estenderli, e le due teste possono anche sparare delle sfere.
- Orochi cremisi: variante dell'Orochi introdotta nell'aggiornamento 1.20 di Rage Burst, presenta il pelo rosso e nero, possiede molti punti vita ed è più forte e veloce, tanto che è stato definito come l'Aragami più forte della serie.
- Serramondo/Ultimo vestigio: la forma Aragami di Rachel Claudius, creata usando le Oracle Cell dell'Albero a spirale per impedire ai Blood di salvare Julius. Il corpo di Rachel appare gigantesco e pallido ed è in posizione quadrupede, sorretta da delle gambe e un altro paio di braccia Oracle, mentre sopra di lei è presente un'enorme aureola. È in grado di effettuare diversi attacchi aria-terra e circondarsi di stalattiti nere quando cammina. Una volta sconfitta, nelle restanti missioni apparirà l'Ultimo vestigio, ovvero la riformazione del suo corpo tramite le Oracle Cell ma senza la sua volontà, cosa che la rende solamente un Aragami.

### Psion
Gli Psion (種的種?, Shinryaku-teki tane, lett. "Specie invasive") sono versioni fortemente mutate di alcune specie di Aragami tramite l'esposizione alla pioggia rossa, divenendo in grado di generare potenti campi polarizzati che influenzano le Oracle Cell vicine, esercitando così il controllo sugli altri Aragami. Poiché gli stessi God Arc sono degli Aragami artificiali cessano di funzionare in presenza di uno Psion, lasciando i God Eater indifesi contro di loro. Solo quelli di terza generazione, come i Blood, risultano immuni. Tuttavia, risvegliando le Blood Art qualsiasi God Eater può ottenere la capacità di combattere contro queste creature.
- Marduk: un Garm mutato dal pelo bianco e con delle protuberanze rosse simili al mantello del Vajra sulla schiena. È molto più agile di un Garm, e anche se gli si distruggono i guanti è in grado di generare alcune esplosioni. Il suo campo polarizzato, "Pulsante", è in grado di richiamare a sé gli altri Aragami e facendoli entrare in collera.
- Yan Zhi: un Chi-You mutato che ha ottenuto fattezze femminili e un piumaggio colorato che lo fa sembrare un'arpia; inoltre, è in grado di attaccare con giavellotti di ghiaccio e scendere in picchiata contro un nemico. Questo Psion ha ben due campi polarizzati: "Evocare", in grado di creare degli Ogretail con le sue fattezze denominati Zhou Wang, e "Marcare", che concentra l'attenzione degli Aragami su un singolo bersaglio.
- Kabbala-Kabbala: un Gboro-Gboro mutato con un aspetto variopinto che ricorda uno sciamano, tanto che al posto della pinna dorsale vi è una corona di piume. Al posto dei getti d'acqua lancia una sfera elettrica che si muove lentamente, ma quando esplode ha un raggio d'azione esteso. Il suo campo polarizzato, "Oscillazione", energizza tutte le Oracle Cell nell'area, mandando gli Aragami in collera ma portando anche il Burst dei God Eater al livello 3 per un tempo indeterminato, almeno finché non viene ingaggiato.
- Nyx Alpha: una Sariel mutata rivestita da un velo lucente al cui interno vi è una finestra sullo spazio, e dietro l'enorme aureola un pianeta gassoso. Ha la particolare capacità di essere intangibile agli attacchi fisici, potendo essere ferita solo dagli attacchi Oracle, come i proiettili. Il suo campo polarizzato, "Ripresa", è in grado di curare gli Aragami vicini che vengono atterrati.
- Spartacus: un Hannibal mutato rivestito completamente da scaglie dorate, presenta tre paia di lame dentate sulle braccia, la testa è simile a un teschio con corna taurine ed è in grado di sferrare colpi elettrici. Il suo campo polarizzato, "Assorbimento Oracle", gli permette di potenziarsi in modo simile alla modalità Burst, lasciando gli altri Aragami più vulnerabili.
- Magatsu Kyuubi: un Kyuubi mutato dal pelo rosso, nero e bianco. Il suo campo polarizzato, "Roccia della distruzione", è in grado di creare delle sfere sulla posizione degli Aragami che riducono la salute dei God Eater quando vi entrano in contatto.

### Arc aberranti
Gli Arc Aberranti sono delle specie di Aragami che, tramite la volontà della Dott.ssa Rachel Claudius, sono stati fusi con dei God Arc, in modo da potenziare i propri attacchi o per attaccare in modo completamente diverso; se queste parti vengono distrutte perderanno i loro potenziamenti. Altra loro caratteristica sono il colore del corpo che diventa rosso, nero e bianco e la presenza di una maschera raffigurante lo scheletrico volto di Rachel dai tratti vampireschi e con la corona dell'Aprimondo.
- Magna Gawain: un Chrome Gawain bianco sulle cui braccia sono stati fusi due Scudi che causano esplosioni nel tempo, anche nelle zampe posteriori. Presenta, inoltre, una maschera più piccola, bronzea e con una corona regale.
- Ontovasara: un Ukonvasara grigio sulla cui testa è stato fuso un Fucile esplosivo con cui spara un potente colpo frontale; funziona anche automaticamente, emettendo esplosioni sulla posizione degli attaccanti quando l'Aragami vacilla. La sua maschera si trova esattamente sotto l'arma e presenta delle zanne ricurve ai lati e il volto scheletrico sul muso.
- Yaksha Tivra: un Yaksha Raja verde con la stessa maschera del Magna Gawain ma grigia e al posto delle braccia artigliate due Lame distruttrici seghettate in grado di generare fuoco, con cui può creare delle zone infuocate per un breve periodo e dal danno costante.
- Einherjar: un Arc aberrante modellato da Rachel Claudius sull'Aprimondo, con al posto di Julius la maschera e al posto delle spade delle Lame lunghe. A differenza degli altri Arc aberranti, tuttavia, non ha poteri basati sul Blood Power di Julius, rendendolo di fatto una semplice copia.
- Caligola Xeno: un Rufus Caligola sulla cui testa è stata fusa una Lancia sonica basata su quella di Gilbert, che gli permette di usare un'abilità simile al Blood Power "Ispirare", potenziando gli altri Aragami, ogni volta che compie una carica simile alla Blood Art Scivolata rossa.
- Kongou di Rakshasa: un Kongou sulle cui spalle sono stati fusi due Martelli a impatto basati su quello di Nana, che gli permettono di usare un'abilità simile alla sua Blood Art "Furia di Gaia", usandoli come due propulsori per poi schiantarsi a terra generando delle onde d'urto.
- Mukuro Kyuubi: un Kyuubi a cui sono state fuse a mo' di orecchie due Lame corte basate su quella di Ciel, che gli permettono di usare un attacco simile alla mossa Daga crescente, i suoi attacchi vengono seguiti da copie di elemento Gelo e un'abilità simile al Blood Power "Intuito", concentrando gli Aragami sul bersaglio con poca salute.

## Modalità di gioco
In confronto a God Eater Burst sono presenti nuove funzionalità e aggiunte come le quattro nuove armi, il Martello a impatto, la Lancia sonica, la Falce valorosa e il fucile a pompa, ognuna con le proprie funzioni e abilità da usare. Il Martello a impatto è un grosso martello dotato di un razzo, che può essere usato per infliggere gravi danni a un nemico. La Lancia sonica è una grande lancia che può essere "caricata" per formare una lama organica affilata con cui si possono pugnalare i nemici. La Falce valorosa è una falce di grandi dimensioni che è in grado di estendersi per un lungo raggio. il Fucile a pompa infligge danno maggiore quanto più i giocatori sono vicini all'avversario. La maggior parte delle armi esistenti ha anche caratteristiche e abilità aggiuntive, come Daga crescente della Lama corta, che consente di attaccare e muoversi contemporaneamente a mezz'aria, e Posizione zero della Lama lunga, che può bloccare le combo per compiere altre azioni. Il gioco, inoltre, aggiunge la meccanica delle Blood Art, un "componente aggiuntivo di attacco" che aumenta il danno degli attacchi, rendendo così possibile sbloccare nuove Blood Art o convertirne una esistente in una variante molto più forte. Aumentare la competenza di una Blood Art richiede di andare in nuove missioni e completarle, quindi terminare una missione con un rango più alto dà più punti esperienza alla Blood Art attualmente equipaggiata, così come alle altre Blood Art della stessa variante.
Gli episodi dei personaggi sono una delle più recenti funzionalità del gioco, durante il quale è possibile interagire con vari personaggi e NPC che chiederanno di accettare una missione. Il completamento fornirà ai giocatori bonus di gioco aggiuntivi, come materiali, oggetti e persino ulteriori Blood Art per alcuni dei personaggi principali. Attraverso gli episodi di personaggi, si possono sbloccare i "Dispositivi di collegamento", che consentono di ottenere effetti di stato in battaglia con un determinato parametro, come ottenere il 10% di potenza di attacco aggiuntiva a tutti gli attacchi quando la salute del giocatore raggiunge il 25% della sua salute rimanente. Questo avviene equipaggiando un Dispositivo di collegamento alle God Arc. Tuttavia, c'è un limite di punti che si può usare per equipaggiarne uno, per un massimo di 100.

## Sviluppo
Il gioco è stato annunciato per la prima volta il 15 settembre 2011 durante la convention di gioco annuale Tokyo Game Show. Nel settembre 2011, durante un'intervista a Famitsū, Yusuke Tomizawa, produttore di God Eater, ha dichiarato che "God Eater 2 doveva individuare ciò che aveva divertito gli utenti nel gioco; lo stiamo smontando e rimontando da zero". Un video trailer sul sito Web giapponese di God Eater 2 mostra che il gioco offre ai possessori di PlayStation Portable e PlayStation Vita la possibilità di giocare in modalità cooperativa e multiplayer tra di loro. Una demo giocabile per PlayStation Vita è stata rilasciata il 25 luglio 2013 su PlayStation Network, in Giappone. L'aggiornamento alla versione 1.20 rilasciato il 21 gennaio 2014 introduce un nuovo arco narrativo nel gioco. Il nuovo episodio vedrà il ritorno di Lindow Amamiya, un personaggio che ritornerà dal primo episodio. C'è anche l'aggiunta di missioni "Potenziamento" con requisiti opzionali aggiuntivi che attivano determinati effetti una volta soddisfatti. L'aggiornamento introduce anche nuove abilità di supporto, oggetti, costumi e armi. La patch 1.40 rilasciata il 26 maggio 2014 ha introdotto una modalità multiplayer online che supporta l'infrastruttura del gioco; in precedenza era supportato solo il multiplayer wireless ad hoc.

## Contenuto scaricabile
Un pacchetto DLC contenente episodi addizionali, intitolato God Eater 2: Another Episode: Return of the Defense Unit, è stato rilasciato il 5 giugno 2014. L'espansione ha aggiunto una nuova trama con i personaggi del primo gioco, introducendo nuovi personaggi, utilizzabili nel gioco principale dopo aver terminato l'episodio.

## God Eater 2 Rage Burst
God Eater 2 Rage Burst è una versione migliorata del gioco originale per PlayStation Vita e PlayStation 4, annunciata al Tokyo Game Show 2014. Contiene un nuovo capitolo intitolato "Rage Burst”, con contenuti suddivisi in sei livelli di difficoltà all'interno delle missioni principali. Inoltre, introduce un nuovo meccanismo di gioco noto come "Rabbia Blood", che prevede il riempimento di un indicatore giallo attaccando i nemici, garantendo vari potenziamenti al giocatore. L'invincibilità temporanea può essere attivata o disattivata durante il processo di selezione, a scapito del drenaggio dell'indicatore giallo nella parte inferiore sinistra dello schermo. Il gioco introduce anche nuovi personaggi, nemici e tipi di armi. Inoltre, include anche l'episodio speciale del DLC.

## Accoglienza
God Eater 2 ha ricevuto reazioni positive dalla critica. Famitsū ha dato alla versione PlayStation Vita del gioco un punteggio di 38/40, mentre la versione PSP di 35/40. God Eater 2 è stato premiato durante i Japan Game Awards 2013 dalla Computer Entertainment Supplier's Association durante il Tokyo Game Show, come uno degli undici titoli vincitori della Future Division. La versione per PlayStation Vita è arrivata in cima ai grafici di vendita di Media Create in Giappone durante la sua prima settimana di rilascio sostituendo Battlefield 4, vendendo 266.326 copie fisiche al dettaglio, in vista di Call of Duty: Ghosts e Pro Evolution Soccer 2014 che hanno debuttato nella stessa settimana. Inoltre, la versione PSP ha venduto 112.024 copie, posizionandola al quarto posto. La stessa settimana, le vendite della console PlayStation Vita sono aumentate fino a 46.350 unità, raddoppiando rispetto alla settimana precedente, mentre la PlayStation Vita TV, che ha fatto il suo debutto in Giappone lo stesso giorno di God Eater 2, ha venduto 42.172 unità. Prima del rilascio, God Eater 2 era commercializzato pesantemente insieme al sistema di gioco PlayStation Vita TV. Tra le Top 100 di Famitsu 2013, un elenco delle 100 migliori vendite di software di vendita al dettaglio giapponesi per l'anno 2013 dai dati raccolti dalla società madre Enterbrain della società madre Famitsu, la versione PlayStation Vita di God Eater 2 si è classificata al numero 20, con 354.498 vendite fisiche al dettaglio, mentre la versione PlayStation Portable si è classificata al numero 53, con 180.781 vendite. Al 31 marzo 2014, il gioco ha spedito 700.000 copie all'interno del Giappone su entrambe le piattaforme PSP e Vita secondo un rapporto finanziario di Namco Bandai per l'anno fiscale conclusosi a marzo 2014. God Eater 2 si è classificato al quarto posto tra tutti i giochi di copie digitali venduti sulla rete giapponese PlayStation nel 2013 e il secondo gioco Vita digitale più venduto dietro Dragon's Crown. God Eater 2: Rage Burst ha venduto 234.180 copie fisiche su Vita e 37.824 su PS4 entro la sua settimana di debutto, posizionandosi rispettivamente al primo e terzo posto per le classifiche di vendita settimanali. La versione per PC Steam di Rage Burst ha venduto oltre 410.000 copie digitali in base alle vendite di conteggi totali su steamspy.

## Sequel
Nell'ottobre 2017, Bandai Namco ha annunciato God Eater 3, ma non ha specificato per quali piattaforme sarebbe stato rilasciato. In seguito è stato confermato che verrà distribuito per PlayStation 4, Microsoft Windows e Nintendo Switch.